# Тектоник
Тектоник (от намеренно искаженного англ. tectonic — тектонический, восходящего к греческому tektonikos) — французская торговая марка, а также танцевальное движение XXI века, возникшие вокруг танца, содержащего в себе элементы джампстайла, хип-хопа, локинга, поппинга, техно и т. д. Первоначально термин означал танцоров стиля электро дэнс, впоследствии с регистрацией «Тектоника» как бренда, он распространился на всё движение и его элементы в целом, несколько разграничив эти понятия. Движение имело огромную популярность в 2005—2007 годах, но с конца 2008-го наблюдается некоторый его спад.

## Разница между терминами
Tecktonik является сокращением названия вечера Tecktonik Killer. Он является торговой маркой и её использование находится под защитой законодательства о товарных знаках Франции. Но бренд часто называют Electro Dance, Dance Electro, Milky Way или Vertigo. Но варианты Tecktonik и Electro Dance являются наиболее распространенными, вплоть до споров какой из них следует использовать. В СМИ термин «Tecktonik» как официальная торговая марка и бренд ассоциируется с музыкой, одеждой и всей официальной продукцией, в то время как термин Electro Dance является неофициальным и не используется в маркетинге или СМИ.
Но пионеры движения и ведущие танцоры предпочитают использовать термин Тектоник для именования бренда и связанных с ним атрибутов, а Электро Денс для самого танца в целом:
 Tecktonik  это марка одежды, СМИ используют это слово для именования танца, но они не имеют ничего общего. Танец называется  Electro Dance . - Ceriz
Создатель танца Milky Way и один из самых известных танцоров Spoke также негативно относится к использованию термина «тектоник»:
Не говорите Tecktonik!
Этот бренд использует танец, чтобы зарабатывать деньги.
Мой танец не Tecktonik, но вы можете называть его "Electro Dance" и "Milky Way"
Пожалуйста, перешлите это сообщение по всему миру!
Т
Еще шаг, танец рождается, а не бренд ...
Такого же взгляда придерживаются другие ведущие танцоры:
Мы сейчас говорим об электро? Но ведь все называют танец Tecktonik. Как правильно?

Танец называется электро. И точка. Tecktonik – это марка, бренд, это название фирмы. Если люди ищут в интернете электро, набирая в строке поиска «Тектоник», то они ничего не понимают. Это слово – название компании. Говорить «Я танцую Tecktonik» для танцора электро — то же самое, как если бы танцор стиля хип-хоп заявил: «Я танцую Kit-Kat» или «Я танцую Nike». Кто ж так говорит? Так что стиль называется electro. И вот в этом направлении существует уже несколько течений: hardstyle, jumpstyle, vertigo (фр. – «головокружение»), – так же, как хип-хоп объединяет в себе и поппинг, и локинг, и брейкинг, и смерф, и много чего еще. - JEY-JEY
Почему все так помешались на этом слове – «тектоник»? Тектоник – это вообще не танец, это просто бренд! А сам танец, да, электро. -  SMDB TEAM 
Другие наоборот считают  Тектоник уже отдельным танцем, но также делая акцент, что тектоник развился из электро денса или имел с ним общий корень. Так, известный танцор Рамзес придерживается мнения, что  Тектоник является результатом смешения «тусовки» из клуба Метрополис с танцем ещё не имеющего тогда названия, а  электро денс — это те, кто стали танцевать тот же танец вне каких либо клубов и брендов.

## История движения Тектоник
В начале XXI в. вечеринки в Бельгии предлагали музыку в стиле Hardtech, Hard trance и Euro Dance. Самым популярным стилем был Jumpstyle, идея которого заключалась в том, чтобы прыгать, двигая одной ногой (потом другой) взад-вперед в такт басов. Из Бельгии эта концепция пришла во Францию.
История Тектоника начинается в Париже в 2000 году — в пригородном клубе Métropolis на вечеринках «Tecktonik Killer», где собирались молодые люди, стремящиеся быть «непохожими на других».
Танцевальная команда «Метрополиса» на двух вечеринках представляла бельгийский Techno, Hardstyle, Trance и Jumpstyle, тогда ещё не известные парижской клубной публике. Одна из вечеринок называлась «BlackOut»; вначале её ведущим был Mc Adrian из Radio Fg. Стиль музыки (Electro и Trance) был менее жестким и довольно коммерческим. В течение пяти лет другая вечеринка «Tecktonik Killer» предлагала бельгийский Techno, Hardstyle и Warm up electro. Со временем вечеринка «Tecktonik Killer» приобрела популярность. На неё приходят регулярно около 8 тыс. человек, приглашаются известные диджеи со всего мира. Вечеринки «Tecktonik Killer» стали проводиться и в других парижских клубах.

### Распространение
В 2007 году Тектоник впервые выходит на широкую публику на фестивале Paris Techno Parade 15 сентября 2007 года. Благодаря широкому распространению через сервисы обмена видео, подобные YouTube, Тектоник приобретает новых поклонников. Самыми известными создателями музыки в стиле тектоник являются  Dess, Miss Hiroko, Lady Tom и другие.
Стараниями арт-директора «Метрополиса» Сирила Бланка (Cyril Blanc) и других организаторов Тектоник становится торговой маркой. С 2006 года появляются компиляции «Tecktonik Killer». Производится одноимённый энергетический напиток и широкий ассортимент продукции с символикой Тектоника: футболки, бейсболки, кофты, шнурки и т. д. Это вызывает отторжение у некоторых танцоров, вследствие чего они начинают выступать на улице, а не на вечеринках. Средства массовой информации, которые долгое время пренебрегали этим стилем музыки и вечеринками Тектоника, начинают ими активно интересоваться. В Интернете появляются сотни видео из клубов с молодыми танцорами или записи данс-батлов, устраиваемых на улицах и в танцевальных клубах.

### Наше время
Первое поколение Tecktonik носило обувь с ровной подошвой — известный
Buffalo. Также обычно они надевали белые перчатки и держали во рту соску. Со временем эта «клубная культура» претерпела изменение с развитием таких общественных явлений как реалити-шоу, рост общественных сетей типа MySpace и блогов (Caramail, Skyblogs…) и благодаря индивидуализму и стремлению быть лучшим и оригинальным. Молодые клабберы начали чаще выходить на улицы и устраивать батлы по Electro Dance (Тектонику) вне клубов, подобно некогда знаменитым Hip-Hop и брейк-данс батлам. Каждый клаббер стилизует себя согласно моде.

## Концепция движения Тектоник
Движение Tecktonik основывается прежде всего на музыке Hardtech, пришедшей из стран Северной Европы. В Тектонике звук становится более «коммерческим» и более доступным. Танец часто сравнивали с Jumpstyle, который существует с 1992 года в Бельгии. Однако клабберы — не «Jumpeurs»; они используют руки, заимствуя движения из Vogging и брейк-данса, но в их танце остается оригинальность и новизна.
Распространение музыкальной культуры происходит благодаря альбомам Tecktonik Killer. Эмблемой движения является т. н. «Reichsadler» (имперский орел) — стилизованный римский и готический орел (см. иллюстрацию).

### Стили
В Тектонике иногда выделяют несколько стилей: Tecktonik Killer, Tecktonik, Вертиго, Tecktonik-mix, New Electro Style..
Их можно условно разделить на две группы:
- «Тяжелые» Tecktonik Killer — (Вертиго),
- «Мягкие» Tecktonik